# Platonischer Dialog
Platonischer Dialog ist die Bezeichnung für die literarisch gestalteten Dialoge, in denen der griechische Philosoph Platon (428/427–348/347 v. Chr.) seine Philosophie dargelegt hat. Fast alle Werke Platons sind in Dialogform abgefasst. Es sind fiktive Gespräche von zwei bis vier Diskutierenden. Die Dialoge enthalten zwar Platons authentisches Gedankengut, aber weil er Vertreter unterschiedlicher Positionen zu Wort kommen lässt und selbst nicht als Gesprächspartner auftritt, lässt sich seine eigene Auffassung den Texten nur indirekt entnehmen. Die Frage, ob oder inwieweit er sich mit einzelnen Ansichten, die er seinen literarischen Figuren in den Mund legte, identifiziert hat, ist daher oft schwer zu entscheiden. Hinzu kommt, dass manche Äußerungen scherzhaft, ironisch, übertrieben oder nur andeutend sind. Die in der dialogischen Darbietungsform liegende Herausforderung für den Leser ist für Platons Auffassung vom philosophischen Diskurs charakteristisch.

## Übersicht
Alle Dialoge Platons, die in der Antike bekannt waren, sind erhalten geblieben. Das Corpus Platonicum (die Gesamtheit der ihm traditionell zugeschriebenen Werke) enthält neben den sicher echten Dialogen auch einige, deren Echtheit umstritten ist, und einige sicher unechte.
Für die Echtheitsfrage ergeben sich nach der heutigen Mehrheitsmeinung der Forscher folgende Annahmen:
- 24 Dialoge sind sicher echt: Charmides, Euthydemos, Euthyphron, Gorgias, Ion, Kratylos, Kritias, Kriton, Laches, Lysis, Menexenos, Menon, Nomoi („Die Gesetze“), Parmenides, Phaidon, Phaidros, Philebos, Politeia („Der Staat“), Politikos („Der Staatsmann“), Protagoras, Sophistes („Der Sophist“), Symposion („Das Gastmahl“), Theaitetos, Timaios.
- Bei fünf Dialogen ist die Authentizität umstritten: Alkibiades I,[2] Hippias maior,[3] Hippias minor (die Echtheit gilt heute als sehr wahrscheinlich, ist aber nicht definitiv gesichert), Kleitophon[4] und Theages.[5]
- Sicher unecht sind: Alkibiades II, Epinomis, Anterastai (lateinisch Amatores), Hipparchos, Minos, Über das Gerechte (lateinisch De iusto), Über die Tugend (lateinisch De virtute), drei unter dem unpassenden Titel Demodokos überlieferte Gespräche (Demodokos 2–4), Sisyphos, Halkyon („Der Eisvogel“), Eryxias und Axiochos.

## Chronologie
Die Kriterien und ihre Problematik
Die Chronologie der Abfassung der Dialoge ist seit dem Beginn der Moderne ein wichtiges Thema der Forschung. Sie ist sehr umstritten. Die Forschungsdiskussion über die Reihenfolge, in der die Dialoge entstanden sind, hängt mit den Versuchen einer Klassifizierung nach Entstehungszeiträumen zusammen. In erster Linie ist die Intensität dieser Diskussion durch die Annahme bedingt, an der Chronologie lasse sich eine Entwicklung von Platons Denken ablesen. Allerdings werden die zahlreichen Versuche, Einzelheiten einer philosophischen Entwicklung anhand von hypothetischen Annahmen über die zeitliche Aufeinanderfolge der Werke zu eruieren, heute meist skeptisch beurteilt. Der Behauptung, aus der Reihenfolge der Dialoge lasse sich eine weitreichende Entwicklung mit wesentlichen Positionsänderungen ersehen, steht die Gegenthese gegenüber, wonach Platon von Anfang an ein einheitliches literarisches Programm verfolgt hat.
Für die chronologische Anordnung werden unterschiedliche Kriterien und Anhaltspunkte genutzt. Dazu gehören Querverweise in einzelnen Dialogen, die Darstellungsform (narrativ oder dramatisch), Erwähnungen datierbarer historischer Ereignisse, inhaltliche Aspekte und stilistische Merkmale. Im Vordergrund steht die Stiluntersuchung, der die meisten Erkenntnisse zu verdanken sind.
Allerdings ist die Anwendung der Kriterien meist mit großen Unsicherheiten behaftet oder führt nur zu unpräzisen Ergebnissen. Die Querverweise und die Anspielungen auf historische Ereignisse sind teilweise nicht eindeutig. Bei einer Argumentation mit inhaltlichen Kriterien wird von vornherein unterstellt, dass Platon seinen sich ändernden Wissensstand jeweils vollständig dargelegt hat, was jedoch sehr fraglich ist. Eine allgemeine Stilanalyse gestattet wegen ihres subjektiven Charakters und wegen Platons großer Variationsbreite in der Stilkunst kaum zwingende Folgerungen. Brauchbarer sind die Detailergebnisse der Anwendung sprachstatistischer Methoden, die schon im späten 19. Jahrhundert begann. Grundlage der Sprachstatistik ist die Beobachtung, dass das Vorkommen und die Häufigkeit der Verwendung einzelner Wörter oder auch Partikelkombinationen für einzelne Schaffensphasen eines Autors charakteristisch sein können. Anhaltspunkte solcher Art ergeben sich außerdem aus der Satzrhythmik und aus Hiaten. Die Sprachstatistik ermöglicht allerdings nur eine relativ zuverlässige Grobeinteilung der Dialoge in drei Gruppen. Für eine stichhaltige Anordnung innerhalb dieser Gruppen kann sie keine ausreichende Grundlage schaffen. Außerdem besteht die Möglichkeit, dass Platon manche Dialoge wiederholt überarbeitet hat; falls dies zutrifft, werden die Ergebnisse der sprachstatistischen Untersuchungen dadurch stark entwertet.
Wegen dieser Unsicherheiten und Ungenauigkeiten ist nach der heute vorherrschenden Einschätzung bei der Rekonstruktion der Ausformung von Platons Philosophie Zurückhaltung geboten. Methodisch ist es sehr problematisch, aus spekulativen Mutmaßungen zur Chronologie Folgerungen hinsichtlich einzelner Phasen einer philosophischen und schriftstellerischen Entwicklung abzuleiten.
Die chronologische Gruppierung
Die Kombination der Datierungskriterien hat zu einer groben Dreiteilung in frühe, mittlere und späte Werke geführt, die sich – mit einigen Schwankungen – als herrschende Lehrmeinung etabliert hat. Allerdings wird diesem Schema hinsichtlich einzelner Werke immer wieder widersprochen und die Solidität seiner Basis bestritten. Eine Reihe von Grenzfällen ist weiterhin ungeklärt.
Die stilistische Analyse ermöglicht folgende Gruppierung (mit alphabetischer Reihenfolge innerhalb der Gruppen):
- Frühe Dialoge: Charmides, Euthydemos, Euthyphron, Gorgias, Hippias minor (falls echt), Ion, Kratylos, Kriton, Laches, Lysis, Menexenos, Menon, Phaidon, Protagoras, Symposion
- Dialoge der mittleren Zeit: Parmenides, Phaidros, Politeia, Theaitetos
- Späte Dialoge: Kritias, Nomoi, Philebos, Politikos, Sophistes, Timaios

Dieses Ergebnis ist mit den gängigen Annahmen über die Grundzüge der Entwicklung von Platons Denken im Allgemeinen gut vereinbar, wenn auch das Gedankengut einiger Dialoge für eine andere Eingruppierung spricht: Unter inhaltlichem Gesichtspunkt scheinen Kratylos, Phaidon und Symposion eher der Mittelgruppe als den Frühwerken anzugehören, während Parmenides und Theaitetos, die stilistisch noch zur Mittelgruppe gerechnet werden, inhaltlich gesehen bereits zum Spätwerk gehören. Darin liegt jedoch kein Widerspruch zu den Ergebnissen der Stilanalyse, da die Phasen einer philosophischen Entwicklung nicht genau denen der stilistischen entsprechen müssen. Terminologisch kann aber aus den Abweichungen der inhaltlichen Periodisierung von der stilistischen Verwirrung resultieren.
Inhaltliche Aspekte der chronologischen Gruppierung
In den frühen Dialogen dreht sich die Diskussion meist um die Frage nach der Definition einer Tugend oder eines Wertbegriffs. Die Definitionssuche führt nicht zu einem befriedigenden Ergebnis, sondern endet in der Aporie (Ratlosigkeit). Ein Schwerpunktthema bildet die Auseinandersetzung von Platons Lehrer Sokrates mit der Sophistik.
In den Dialogen, die nach inhaltlichen Kriterien zur Mittelgruppe zusammengefasst werden, stehen ebenfalls oftmals Definitionsfragen im Zentrum der Erörterung. Im Gegensatz zu den frühen Werken endet die Untersuchung aber nicht mehr ohne positives Ergebnis. Es werden Antworten gefunden, die sich aus der Annahme der Existenz der später sogenannten „platonischen Ideen“ ergeben. Platons Ideenlehre wird zumeist als bekannte, einsichtige und daher keiner ausführlichen Begründung mehr bedürftige Grundlage des Gespräches vorausgesetzt.
In den Dialogen, die inhaltlich betrachtet zu Platons Spätwerk gehören, werden unter anderem Probleme, die sich aus der Ideenlehre ergeben, diskutiert. Ein weiterer Themenschwerpunkt ist die politische Philosophie. Es zeigt sich, dass manche Thesen früherer Werke problematisch sind, auf gewichtige Kritik stoßen und erheblich modifiziert werden müssen. Hinsichtlich der Ideenlehre bleiben Fragen von grundlegender Bedeutung trotz intensiver Bemühungen ungelöst. In den späten Werken verzichtet Platon oft auf die literarische Eleganz, die für die Meisterwerke der mittleren Phase charakteristisch ist. An ihre Stelle tritt trockene Erörterung. Zum Teil geht es dabei um sehr schwierige, abstrakte Fragen. Manche Ausführungen setzen beim Leser erhebliche philosophische Vorkenntnisse und ein vertieftes Verständnis der anspruchsvollen Thematik voraus. Eine Sonderstellung nimmt der naturphilosophische Dialog Timaios ein, in dem Platon ein kosmologisches Modell vorlegt.

## Nichtchronologische Einteilungen
Schon die antiken Platoniker bemühten sich um eine Klassifizierung von Platons Werken. Dabei interessierten sie sich nicht für die chronologische Ordnung, sondern gingen von didaktischen Gesichtspunkten aus. Man fragte nach der Reihenfolge, in der man die Dialoge lesen soll. Bei dem Philosophiehistoriker Diogenes Laertios ist ein systematisches Klassifikationsschema, das in verschiedenen Varianten verbreitet war, in seiner vollständigen Version überliefert. Diese unterscheidet zwischen Lehrdialogen und Untersuchungsdialogen. Die Lehrdialoge sind in theoretische und praxisbezogene unterteilt, die theoretischen in die logische und die naturphilosophische Unterklasse, die praxisbezogenen in die ethische und die politische Unterklasse. Die Untersuchungsdialoge zerfallen in zwei Klassen: Übungsdialoge und Wettstreitdialoge, die wiederum in je zwei Unterklassen unterteilt sind.
Spätestens im 1. Jahrhundert v. Chr. war die bis in die Moderne gebräuchliche Einteilung in neun Tetralogien (Vierergruppen) bekannt. Sie folgt einem inhaltlichen und didaktischen Kriterium und orientiert sich am Vorbild der tragischen Tetralogie.

## Das Zielpublikum
Platon äußert sich nicht über sein Zielpublikum. Wahrscheinlich waren manche Dialoge primär als werbende (protreptische) Schriften für eine breitere Leserschaft bestimmt, die für die Philosophie gewonnen werden sollte. Anspruchsvolle Werke wie der Timaios oder der Parmenides hingegen waren in erster Linie für philosophisch Vorgebildete und Mitglieder der Akademie geeignet. Vermutlich wollte Platon seine Vorstellungen nicht nur seinen Schülern vermitteln, sondern auch auf den philosophisch interessierten Teil der Bildungsschicht einwirken. Inwieweit er die allgemeine Öffentlichkeit ansprechen wollte, ist in der Forschung umstritten. Für seine Schüler waren die Dialoge Übungsschriften, die zu einer methodisch korrekten Auseinandersetzung mit philosophischen Themen anleiten und insbesondere zur Klärung der offen bleibenden Fragen anregen sollten.
Die zahlreichen Äußerungen Platons über das Zuhören und das Lesen legen die Annahme nahe, dass es sich bei seinem zeitgenössischen Publikum sowohl um Leser als auch um Hörer handelte. Offenbar ging er von einem Publikum aus, das in erster Linie an das Hören von Literatur gewöhnt war. Das Hören erscheint in den Dialogen allgemein als die wichtigste Informationsquelle, Leser scheinen eher Ausnahmen gewesen zu sein. Vermutlich las Platon in der Akademie aus seinen Werken vor und bot dabei Gelegenheit zur Diskussion, da er generell den anregenden Charakter von Gesprächssituationen schätzte. Er scheint die Rezeptionsform des Vorlesens in privatem Kreis favorisiert zu haben.

## Die literarische Form
Fast alle Werke Platons sind in Dialogform geschrieben, also nicht – wie damals das meiste philosophische Schrifttum – als Lehrgedichte oder Traktate. Die philosophischen Debatten werden von Einschüben wie indirekten Berichten, Exkursen oder mythologischen Partien abgelöst und ergänzt sowie mit ihnen verwoben. Auch lange monologische Ausführungen kommen vor.

### Gattungsgeschichte
Der philosophische Dialog als literarische Gattung ist im Kreis der Schüler des Sokrates entstanden. Neben Platon haben eine Reihe seiner Zeitgenossen Dialoge verfasst, in denen sie Sokrates mit Partnern auftreten ließen. Man bezeichnete solche Werke als „sokratische Gespräche“. Platon erlangte auf diesem Gebiet eine so überragende Bedeutung, dass man ihn später als Erfinder dieser literarischen Gattung betrachtete. Allerdings war die Frage, wem die Ehre gebühre, als Erster sokratische Dialoge verfasst zu haben, in der Antike umstritten. Sicher ist, dass Platon dem sokratischen Dialog zum Durchbruch und zugleich zur Vollendung verhalf. Er gab der Gattung die Gestalt, in der sie der Nachwelt vertraut ist.

### Gründe für die Wahl der Dialogform
Die Dialogform bietet gegenüber anderen Textformen eine Reihe von Vorteilen:
- Sie spricht den Leser durch die künstlerische Ausführung an. Die Lebendigkeit der Darstellung wirkt attraktiv und vermittelt einen Eindruck vom Leben im Milieu der Philosophen.[13]
- Sie bildet einen Prozess der Erkenntnisgewinnung ab und regt damit stärker als eine Lehrschrift zum aktiven Mitdenken an.[14] Dahinter steht die Überzeugung, dass echtes Erkennen von der Tätigkeit, die zu ihm führt, nicht zu trennen sei.[15] Der Gesprächscharakter bietet dem Leser Gelegenheit, die vorgestellte Untersuchungsmethode selbst einzuüben.[16] Der Erkenntnisfortschritt vollzieht sich durch die „Hilfe“, die der Gesprächsführer einer kritisierten These gewährt, indem er ein gewichtigeres Argument vorbringt und damit eine neue Perspektive eröffnet und das Begründungsniveau auf eine höhere Ebene verlagert.[17]
- Sie knüpft an den von Platons gebildeten Zeitgenossen geschätzten Brauch des Debattierens bei Gastmählern (Symposien) an.[18]
- Der Autor enthält sich jeder eigenen Stellungnahme, er tritt völlig hinter seine Figuren zurück. Platon ist bei seinen fiktiven Dialogen niemals selbst anwesend (Prinzip der „platonischen Anonymität“). Damit vermeidet er eine direkte Lenkung des Lesers und überlässt diesem die Urteilsbildung. Zugleich hält er Distanz auch gegenüber dem eigenen Text. Dogmatische Fixierung, wie sie in einer Lehrschrift gegeben wäre, wird durch Offenheit ersetzt, der Beeinflussung des Lesers durch die Autorität des Autors wird entgegengewirkt. Auf indirektem Weg gibt der Autor aber Verständnishilfen. Aus seiner „Anonymität“ lässt sich nicht ableiten, dass er keine eigene Position habe.[19]
- Es können unterschiedliche Stilformen und Stilmittel eingesetzt werden, darunter Scherz und Ironie. In der Forschungsliteratur werden zehn in den Dialogen vorkommende Stilrichtungen unterschieden: umgangssprachlich, halbliterarisch, rhetorisch, pathetisch, intellektuell, mythisch erzählend, historiographisch, feierlich, gewichtig (Onkos-Stil) und Gesetzesstil.[20]
- Die Darstellung eines fiktiven mündlichen Diskurses ist diejenige Form schriftlicher Wissensvermittlung, die der von Platon bevorzugten mündlichen am nächsten kommt. Platon hat seine Skepsis hinsichtlich der Tauglichkeit der Schrift als Medium des Wissenstransfers wiederholt ausgedrückt („Schriftkritik“).[21] Im Dialog hängt die Art der Behandlung eines Themas von den jeweiligen individuellen Verhältnissen der Beteiligten, ihren Anliegen, Vorkenntnissen und Fähigkeiten ab. Der individuelle Faktor kann im Gespräch berücksichtigt werden, bei der Wissensvermittlung durch Lehrschriften nicht. Hierin sieht Platon einen fundamentalen Vorteil des Philosophierens im Gespräch, den er durch die Gestaltung seiner Dialoge demonstriert. Es geht nicht nur um einen abstrakten Gedankengehalt, sondern um das Zusammentreffen verschiedener Menschen mit der Philosophie.[22]

Unterschiedlich wird in der Forschung die Frage beantwortet, wie wesentlich die Dialogform für Platon war. Einer Richtung zufolge ist sie nur eine Einkleidung, der philosophische Gehalt ließe sich auch in Lehrschriften darstellen („proto-essay view“). Von dieser Sichtweise gehen u. a. Paul Shorey und Harold Cherniss aus. Die Gegenposition lautet, die Dialogform sei nicht nebensächlich, sondern für Platon als einzige akzeptable Form der schriftlichen Verbreitung philosophischer Inhalte von zentraler Bedeutung. Für diese Auffassung, zu der sich schon Friedrich Schleiermacher 1804 in der Einleitung zu seiner Platon-Übersetzung bekannt hatte, haben sich u. a. Karl Jaspers und Joachim Dalfen ausgesprochen; in ähnlichem Sinn hat sich Werner Jaeger geäußert.
Stanley Rosen und Mark Moes meinen, den Schlüssel zum Verständnis der Dialogform biete Platons Auffassung, die Philosophie habe eine therapeutische (quasi „medizinische“ oder „psychiatrische“) Funktion, indem sie von Irrtümern – der Unwissenheit als Krankheit – befreie und zur richtigen Haltung und Lebensweise anleite. Eine therapeutische Absicht verfolge Platon auch mit seinen Werken, und dafür sei die Dialogform erforderlich.

### Die Gesprächspartner
In fast allen Dialogen lässt Platon Sokrates auftreten. Es kommt vor, dass sich Sokrates im gesamten Diskussionsverlauf mit der Rolle eines schweigenden Zuhörers begnügt, doch meistens ist er die dominierende Gestalt. Er hat die Fäden in der Hand und lenkt das Gespräch, indem er ihm die entscheidenden Impulse gibt, und er verhilft seinen Partnern zu Einsichten, indem er ihre nicht hinreichend durchdachten Auffassungen widerlegt.
Die Zahl der Diskutierenden schwankt zwischen zwei und vier. Wenn Sokrates mehrere Gesprächspartner hat, wendet er sich ihnen in der Regel nacheinander zu. Dabei erweist er sich als umsichtiger Didaktiker; er passt seine Vorgehensweise flexibel der Denkart, dem Kenntnisstand und der Einsichtsfähigkeit des Partners an. Daher geht mit einem Wechsel des Gesprächspartners häufig eine abrupte Veränderung des Niveaus der Debatte einher. Wenn die Klärung einer auftauchenden Frage den aktuellen Gesprächspartner überfordern würde, bleibt diese Aufgabe der Diskussion mit einem besser Qualifizierten vorbehalten.
In den früheren Dialogen gehört eine Reihe von Gesprächspartnern des Sokrates zum Typus des vermeintlich Sachkundigen, der auf dem Gebiet des jeweiligen Diskussionsthemas als kompetent gilt oder sich zumindest selbst für kompetent hält und daher selbstbewusst oder sogar anmaßend auftritt. Es zeigt sich dann aber, dass diese Personen der Herausforderung einer vertieften philosophischen Auseinandersetzung mit dem Thema nicht gewachsen sind. Ein anderer Typus sind philosophisch unkundige Leute, deren Ansichten unzureichend durchdacht sind. Beide Typen sind Sokrates an Scharfsinn und Einsicht weit unterlegen. In den Spätwerken hingegen zeichnen sich manche Dialogteilnehmer durch hohe philosophische Kompetenz aus. Im Parmenides ist Sokrates selbst noch jung und unerfahren und erhält Gelegenheit, Schwächen seiner Position zu erkennen. Alle Diskussionen sind durch ein Kompetenzgefälle zwischen einem überlegenen Gesprächsführer und einem weniger sachkundigen Partner charakterisiert. Niemals kommt es zu einer Debatte zwischen Gleichrangigen. Nur im Timaios treffen ebenbürtige Philosophen zusammen, doch wird dort nicht diskutiert, sondern nach einem einleitenden Vorgespräch hält Timaios einen langen Vortrag. Thomas A. Szlezák sieht den Grund, aus dem Platon niemals Gleichrangige diskutieren lässt, darin, dass eine solche Diskussion in den Bereich der nicht zur schriftlichen Darlegung geeigneten „ungeschriebenen Lehre“ Platons führen müsste.
Es kommt vor, dass Gesprächspartner aus verschiedenen Gründen die für eine philosophische Untersuchung erforderliche Unbefangenheit nicht mitbringen und sich einer ergebnisoffenen Diskussion verweigern. In diesen Fällen sind dem Erreichbaren enge Grenzen gesetzt.
Manchmal werden Gesprächsteilnehmer nicht namentlich benannt, sondern nur nach ihrer Herkunft bezeichnet („Der Fremde aus Elea“, „Der Athener“).

### Darstellungsform
Platon bedient sich verschiedener Darstellungsformen. In den „dihegematischen“ (narrativen, erzählenden) Dialogen schildert ein Berichterstatter das Gespräch als vergangene Begebenheit. „Dramatisch“ nennt man die Dialoge, in denen der Diskussionsverlauf unmittelbar szenisch dargestellt und damit in die Gegenwart geholt wird. Auch Mischung dieser beiden Formen kommt vor. Die Einteilung in dramatische, erzählende und gemischte Dialoge wurde schon in der Antike vorgenommen. Im Prolog zum Dialog Theaitetos wird ein stilistischer Grund genannt, der für die dramatische Form spricht, die Platon auch in allen später verfassten Dialogen verwendet hat; in den früheren Dialogen hatte er oft die erzählende Darstellungsform gewählt. Die dramatische Form ermöglicht eine lebendigere Schilderung, die dihegematische hat den Vorteil, dass der Berichterstatter dem Leser zusätzliche Informationen über das Verhalten und die Gemütszustände der Personen geben kann.
Manche Dialoge weisen eine Rahmenhandlung auf, die eine Verbindung zwischen der Gegenwart der Zuhörer des Erzählers und der Zeit des erzählten Gesprächs herstellt. Gewöhnlich stützt sich der Erzähler nur auf seine Erinnerung, wobei er eine erstaunliche Gedächtnisleistung vollbringt. Im Parmenides liegt das lange, genau wiedergegebene Gespräch schon Jahrzehnte zurück; der Erzähler, der selbst nicht dabei war, kennt es nur aus zweiter Hand, er hat es sich vor langer Zeit durch häufiges Anhören des Berichts eines der damals Anwesenden eingeprägt. Nur im Theaitetos wird der Gesprächsverlauf anhand einer Aufzeichnung wiedergegeben.

## Literarische Fiktion und historische Realität
Platon pflegt durch eine realitätsnah wirkende Rahmengebung den Eindruck zu erwecken, er lege einen authentischen Bericht über den Verlauf einer historischen Begebenheit vor. Dazu tragen seine teils genauen Angaben über Ort und Zeit der Dialoge bei. Das konkrete Umfeld bilden beispielsweise ein Besuch beim inhaftierten Sokrates vor dessen Hinrichtung im Jahr 399 v. Chr. (Kriton), ein Treffen im Hause des Polemarchos (Politeia), ein Gastmahl im Hause des Agathon (Symposion), ein Spaziergang außerhalb Athens am Fluss Ilissos (Phaidros) oder eine Wanderung zur Grotte des Zeus auf dem Idagebirge um die Zeit der Sommersonnenwende (Nomoi). Häufig werden auch die Überlieferungen, Berichte und Mythen, welche in die Dialoge eingeflochten sind, beglaubigt, indem ihre angeblichen Quellen benannt werden, beispielsweise beim Atlantis-Mythos im Timaios und im Kritias.
Solche präzis wirkenden Angaben können aber nicht darüber hinwegtäuschen, dass sämtliche Dialoge keine authentischen Gesprächsprotokolle, sondern literarische Fiktionen sind. Trotz der scheinbaren Genauigkeit hat sich Platon nicht um historische Korrektheit bemüht. Dies zeigen verschiedene krasse Anachronismen (zeitliche Unstimmigkeiten), die sich aus seinen chronologisch relevanten Angaben ergeben. Die Unstimmigkeiten, die er leicht hätte vermeiden können, sind nicht auf Unachtsamkeit zurückzuführen, sondern beabsichtigt. Platon entlarvt damit die scheinbar gewissenhaft angegebenen Details als Erfindungen und macht so dem Leser die Fiktionalität des Textes bewusst.
Angesichts des literarischen Charakters der Dialoge stellt sich für die Forschung das Problem des Bezugs zur historischen Realität. Die weitaus meisten namentlich genannten Dialogteilnehmer waren zweifellos historische Zeitgenossen Platons, manche von ihnen waren prominent. Es stellt sich die Frage, wie wirklichkeitsnah diese Personen gezeichnet sind und inwieweit sie die ihnen in den Mund gelegten Ansichten tatsächlich vertreten haben. Im Vordergrund steht dabei das Verhältnis zwischen dem literarisch geschilderten „platonischen“ Sokrates und Sokrates als historischer Persönlichkeit. Diese Frage gehört zu den schwierigsten Problemen der antiken Philosophiegeschichte. Die intensive Forschungsdiskussion hat nicht zu einer Klärung geführt. Eine überzeugende Rekonstruktion der Philosophie des historischen Sokrates gilt heute als unmöglich. Umstritten ist auch, ob die in den Dialogen demonstrierte „sokratische Methode“ der Wahrheitssuche ein charakteristisches Merkmal der philosophischen Untersuchungen des historischen Sokrates darstellt. Skeptische Forscher beschränken sich auf die Feststellung, dass Platon seinen Lehrer, den er als Meister des Dialogs ins beste Licht rückt, eine bestimmte überlegene Art der Gesprächsführung praktizieren lässt. Während einige frühe Dialoge von manchen Forschern als brauchbare Quellen für die Rekonstruktion eines realistischen Sokratesbildes betrachtet werden, besteht für die ab der mittleren Zeit entstandenen Dialoge kein Zweifel daran, dass der platonische Sokrates platonisches Gedankengut vertritt, das dem historischen Sokrates fremd war.
Möglicherweise hat Platon bei der sprachlichen Gestaltung der Äußerungen, die er historischen Personen in den Mund legt, Eigentümlichkeiten von deren wirklicher Ausdrucksweise berücksichtigt. Die Vermutung liegt nahe, dass er insbesondere bei Sokrates dessen Stil nachgeahmt hat. Sogar gelegentliche wörtliche Übernahme eines fremden Textes scheint vorgekommen zu sein; wahrscheinlich trifft Platons Behauptung zu, ein im Dialog Phaidros wiedergegebener Redetext stamme von Lysias. Umstritten ist, inwieweit der Mythos von der Entstehung der Zivilisation, den Platon im Dialog Protagoras von der Titelfigur, dem Sophisten Protagoras, erzählen lässt, auf den historischen Protagoras zurückgeht.

## Der Gesprächsverlauf

### Elenchos
In der modernen Forschung wird das in manchen – insbesondere frühen – Dialogen verwendete Verfahren der Überprüfung von Meinungen als „sokratischer Elenchos“ bezeichnet. Mit dieser Vorgehensweise erweist der platonische Sokrates unhaltbare Behauptungen als irrig, womit er den Anspruch der Urheber dieser Behauptungen auf Wissen oder Weisheit als unbegründet entlarvt. Ein wichtiges Merkmal des Elenchos ist, dass sich Sokrates bei jedem einzelnen Schritt des Einverständnisses seines Partners versichert (Prinzip der Homologie). Dies ist Voraussetzung für den kooperativen Fortgang der Diskussion. Wenn der Partner eine Prämisse des Arguments nicht akzeptiert, muss Sokrates umdisponieren und einen Umweg einschlagen. In dieser Flexibilität besteht ein Hauptvorteil der dialogischen Wahrheitssuche.
Gewöhnlich stellt Sokrates seinem Gesprächspartner die Frage nach der Definition eines bestimmten Begriffs und erhält darauf eine Antwort. Dann stellt er Folgefragen, deren Zusammenhang mit der ersten Frage dem Gesprächspartner zunächst verborgen bleibt. Zugleich unterbreitet er dazu Antwortvorschläge, die dem Gesprächspartner als offensichtlich richtig erscheinen, so dass er dessen Zustimmung erhält. Die akzeptierten Antworten auf die Folgefragen werden nun zu Prämissen. Darauf kann Sokrates zeigen, dass zwischen den Prämissen und der Antwort auf die Ausgangsfrage ein Widerspruch besteht. Somit ist die vorgeschlagene Definition unbrauchbar, falls die Prämissen richtig sind. Daher muss der Gesprächspartner seine Position ändern. Theoretisch kann dies geschehen, indem er die Prämissen überprüft oder indem er seinen Definitionsvorschlag abwandelt oder durch einen völlig neuen ersetzt. Die Richtigkeit der Prämissen zieht er aber nicht in Zweifel, da er sie für evident hält. Daher bleibt ihm nur die Möglichkeit einer neuen Definitionssuche. Wenn ihm kein brauchbarer Vorschlag einfällt, muss er sich seine Ratlosigkeit eingestehen.
Der Elenchos kann nur negative Ergebnisse erbringen. Meinungen werden widerlegt, doch ist es unmöglich, auf diesem Weg eine positive Aussage als richtig zu erweisen. Dennoch ermöglicht dieses Verfahren Fortschritte. Wenn man sich durch die Widerlegung einer irrigen Annahme von einer Illusion befreit, erhält man den Anstoß zu einer neuen, vielleicht erfolgreicheren Wahrheitssuche. Wenn die Falsifikation durch den Elenchos nicht gelingt, gewinnt die überprüfte Behauptung an Plausibilität.
Für den platonischen Sokrates ist der Elenchos ein Akt des Wohlwollens gegenüber dem Gesprächspartner, dem der Weg zu Erkenntnissen gebahnt wird, indem er zur Beseitigung seiner Irrtümer geführt wird. Dadurch unterscheidet sich die sokratische Gesprächsführung fundamental von derjenigen der Sophisten. Sophistische Argumentation zielt darauf ab, den Gegner zu widerlegen, um ihn im Wortkampf zu besiegen und so die eigene Überlegenheit zu erweisen (Eristik); dabei ist der Wahrheitsgehalt unwichtig.

### Mäeutik
Als Mäeutik bezeichnet man die didaktisch motivierte Kunst der Gesprächslenkung, die der platonische Sokrates praktiziert. Die Bezeichnung knüpft an einen Gedanken an, den Sokrates im Dialog Theaitetos vorbringt. Dort vergleicht er seine Didaktik mit der Berufstätigkeit seiner Mutter, einer Hebamme. Er helfe den Seelen bei der Geburt ihrer Einsichten wie die Hebamme den Frauen bei der Geburt ihrer Kinder. Wenn ein Wahrheitssucher gleichsam „schwanger“ sei und unter Geburtsschmerzen leide, werde Hebammenkunst benötigt, damit die Erkenntnis hervorgebracht („geboren“) werden könne. Er, Sokrates, gebäre selbst keine Weisheit, sondern stehe nur anderen beim Hervorbringen ihrer Erkenntnisse bei. Niemals belehre er seine Schüler, aber er ermögliche denen, die sich ernsthaft bemühten, schnelle Fortschritte. Mit der Geburtshilfe befähige er sie, in sich selbst viel Schönes zu entdecken und festzuhalten.
Wenn ein Wahrheitssucher bei seinen aktiven Erkenntnisbemühungen mäeutische Hilfe erhält, verzichtet der Helfende dabei konsequent auf Belehrung und macht seine Autorität nicht geltend. Er fördert nur mit seinen zielführenden Fragen ein Wissen zutage, das in seinem Gesprächspartner bereits auf verborgene, unbewusste Weise vorhanden war. Diese Bejahung und Stärkung der Eigeninitiative erscheint in Platons Darstellung als Alternative zur konventionellen Wissensvermittlung durch Weiterreichen und Einüben von Lehrstoff. Daher lehnt es der platonische Sokrates ab, sich als Lehrer zu betrachten und diejenigen, denen er mäeutisch hilft, seine Schüler zu nennen.

### Ironie
Die Ironie ist für den platonischen Sokrates ein wichtiges, vielfältig einsetzbares Darstellungsmittel. Sie gilt als ein Hauptmerkmal seines Auftretens. Daher hat sich der Begriff „sokratische Ironie“ eingebürgert. Dazu hat insbesondere die diesem Thema gewidmete Dissertation von Søren Kierkegaard aus dem Jahr 1841 beigetragen. Kierkegaard sah in der Ironie nicht nur ein Gesprächsverhalten des Sokrates, sondern dessen Lebensform. Mit der Ironie habe er sich als Wegbereiter einer anbrechenden neuen Epoche von der Vergangenheit polemisch abgegrenzt. Als Lebensform des Sokrates wurde das ironische Spiel (im Sinne eines Versteckens dessen, was man wirklich ist) schon in Platons Symposion dargestellt.
Alltagssprachlich verstand man zu Platons Zeit – anders als im heutigen Sprachgebrauch – unter Ironie (eirōneía) Verstellung, Unaufrichtigkeit, ein Reden mit Täuschungsabsicht. In diesem Sinne verwendet Thrasymachos, ein Gegner des Sokrates, in Platons Politeia den Begriff: Er spricht spöttisch von der „bekannten eironeia des Sokrates“. Damit erhebt er den Vorwurf, Sokrates spiele in der Debatte ein taktisches Spiel, indem er fremde Thesen kritisch fragend angreife und dabei die eigene Meinung zurückhalte.
In der Rhetorik hingegen wurde Ironie nicht als Verstellung und Verbergen der Wahrheit aufgefasst, sondern im Gegenteil als Mittel zur eindringlichen Verdeutlichung eines Sachverhalts. Dabei behauptete der Redner das Gegenteil des von ihm Gemeinten, gab aber dem Publikum zugleich durch entsprechende Signale zu verstehen, dass diese Behauptung absurd sei. Mit dieser indirekten Herausstellung der Unangemessenheit und Abwegigkeit des Behaupteten sollte drastisch verdeutlicht werden, dass vielmehr die vom Redner in Wirklichkeit vertretene gegenteilige Einschätzung zutreffe.
Die sokratische Ironie knüpft an die rhetorische Verwendung dieses Mittels an, doch der platonische Sokrates setzt seine Ironie für didaktische Zwecke ein. Manche seiner Äußerungen sind offensichtlich ironisch und drücken das Gegenteil dessen aus, was er meint. Dies gilt vor allem für seine Gewohnheit, durch nachdrückliche, überspitzt formulierte Betonung seiner Unwissenheit den Eindruck zu erwecken, unwissender zu sein als die Vertreter anderer Meinungen, während der Gesprächsverlauf zeigt, dass es sich umgekehrt verhält. Er lobt ironisch die Weisheit von Personen, deren Inkompetenz er durchschaut hat und dem Leser vor Augen führt. Mit dieser Art Ironie beleuchtet Sokrates die Arroganz und Oberflächlichkeit der Wortführer der gegnerischen Seite und ihrer unkritischen Anhängerschaft.
In anderen Fällen ist aber die Ironie nicht so offenkundig, sondern subtil, und die Absicht dahinter ist nicht ohne Weiteres erkennbar. Daher wird noch in der modernen Forschung kontrovers diskutiert, ob einzelne Aussagen in den Dialogen ironisch oder ernst gemeint sind und was der platonische Sokrates gegebenenfalls mit der Ironie bezweckt hat. Eine Aussage kann in einer Hinsicht ironisches Spiel, in einer anderen Hinsicht ernst gemeinte philosophische These sein („komplexe Ironie“). Beispielsweise ist die Betonung der Unwissenheit („Ich weiß, dass ich nicht weiß“) nicht nur ein Mittel zur ironischen Distanzierung vom Wissensdünkel derer, die sich für weise halten, sondern zugleich auch – auf einer anderen Verständnisebene – ein Ausdruck ernst gemeinter erkenntnistheoretischer Skepsis. Derartige Äußerungen sollen den Leser verunsichern und so zu eigenständiger Reflexion und zu einer vertieften Auseinandersetzung mit der betreffenden Thematik anregen. Verunsicherung macht sich aber auch in Forschungsdebatten bemerkbar. Thomas Alexander Szlezák weist darauf hin, dass bei der Auslegung der Dialogtexte eine überzogene Verwendung des „Zauberwortes Ironie“ zu methodisch problematischen, kaum überprüfbaren Folgerungen geführt hat, deren spekulative Willkür Szlezák als „Solipsismus“ kritisiert.

### Die Aporie und die Frage nach einem dogmatischen System Platons
Eine Anzahl von Dialogen führen zu keinem Ergebnis außer dem, dass die bisherigen Ansätze sich als untauglich erwiesen haben und eine Lösung nicht in Sicht ist. Diese Gesprächssituation und zugleich der mit einem solchen Befund eingetretene mentale Zustand wird als Aporie (Ratlosigkeit) bezeichnet. Die meisten „aporetischen“ Dialoge gehören zum Frühwerk, aber auch in Dialogen, die inhaltlich zum Spätwerk gehören (Parmenides, Theaitetos), enden Erkenntnisbemühungen aporetisch.
Der aporetische Ausgang einer Erkenntnisbemühung bedeutet nicht, dass Platon von der Unlösbarkeit des Problems überzeugt war. Das unbefriedigende Ergebnis kann auch darauf zurückzuführen sein, dass der Dialogpartner des Sokrates für die Erarbeitung einer Lösung unzureichend qualifiziert war und die Untersuchung daher nicht auf eine Weise, die ihn überfordert hätte, vertieft werden konnte. Die Aporie ist ein vorläufiger Zustand, der den Leser nicht in die Resignation führen, sondern zu eigenen Anstrengungen anregen soll. Sie zeigt, dass zusätzliches Wissen erlangt werden muss, damit das Problem bewältigt werden kann. Somit ist die Aporie zugleich Endpunkt und möglicher Neuanfang. Ein neuartiger Ansatz – etwa Einbeziehung der zuvor nicht berücksichtigten Ideenlehre – kann weiterhelfen.
Die Befürworter der umstrittenen Hypothese, Platon habe den wichtigsten Teil seiner Philosophie, die „ungeschriebene Lehre“, nur mündlich mitgeteilt, sehen in den Dialogen propädeutische Hilfsmittel. In Platons Schriften sei der Kerninhalt seiner Philosophie nur angedeutet, nicht dargelegt. Nach dieser Sichtweise, die von der „Tübinger und Mailänder Schule“ vertreten wird, ergibt sich die Aporie nur auf der Ebene des Wissensstandes, den Platon in den Dialogen bei manchen Gesprächspartnern und beim breiteren Zielpublikum voraussetzt. In der Akademie hingegen vermittelte Platon seinen Schülern mündlich ein Wissen, das die Grundlage für den Ausweg aus der Aporie bildete. Diese Interpretation stützt sich unter anderem auf die „Aussparungsstellen“ in den Dialogen, wo auf zur Klärung einer Frage benötigte weiterführende Ausführungen hingewiesen wird, diese jedoch unterbleiben. Die Aussparungsstellen sind demnach zum Teil Verweise auf die ungeschriebene Lehre, deren Kenntnis Voraussetzung einer Lösung wäre.
Die von Friedrich Schleiermacher eingeführte Gegenposition, die später vor allem im angloamerikanischen Raum viele Anhänger fand, besagt, alles Wesentliche liege in den Dialogen vor, wenn auch nicht immer in einer Form, in der es für jeden Leser ohne Weiteres ersichtlich sei. Zu unterscheiden sei nicht zwischen schriftlicher und mündlicher Lehre, sondern nur zwischen einem relativ oberflächlichen und einem vertieften Verständnis des Inhalts der Dialoge.
Die Ablehnung der Hypothese einer ungeschriebenen „esoterischen“ Lehre ist später von vielen ihrer Vertreter in dem Sinne ausgeweitet worden, dass sie generell „dogmatische“ Positionen bei Platon bestreiten. Nach der Auffassung dieser Forscher lässt sich auch den Dialogen keine systematisierende Dogmatik Platons entnehmen. Eine Variante der „antiesoterischen“ Richtung ist die „analytische Schule“ (Gwilym E. L. Owen, Gregory Vlastos u. a.), die nicht den Inhalt einzelner Behauptungen, sondern die philosophische Methode für das Wesentliche in den Dialogen hält. Dass Platon mit den Dialogen nur zum Philosophieren anregen und keine systematische Lehre vorlegen wollte, war auch die Überzeugung des einflussreichen Philosophen Leo Strauss (1899–1973). Er begründete die Schule der „Straussianer“, die noch heute an den Forschungsdebatten um die Platoninterpretation beteiligt ist. Im Gegensatz zur analytischen Schule messen die Straussianer dem erzählerischen Rahmen der Dialoge große Bedeutung bei.
Jacques Derrida hingegen hat in Platon einen dogmatischen Metaphysiker gesehen. Ihm widersprachen David M. Halperin und der Straussianer Stanley Rosen, nach deren Interpretation die Dialoge eher im Sinne der von Derrida vertretenen Dekonstruktion als in einem dogmatischen Sinne aufzufassen sind.

### Verwendung von Mythen
Platon hat in seine Dialoge zahlreiche mythische Erzählungen eingefügt, die er zur Veranschaulichung und Ergänzung philosophischer Aussagen nutzte. Diese Mythen werden „platonisch“ genannt, weil Platon sie teils selbst erfunden, teils durch Umgestaltung von bereits vorhandenem mythischem Material für seine Zwecke adaptiert hat. Er betrachtete den philosophischen Mythos als eine besondere Darstellungsart der Wahrheit und möglichen Zugang zu ihr, alternativ und komplementär zum Logos, der vernunftgesteuerten Erwägung und argumentativ nachvollziehbaren Untersuchung. Mit der Problematik des Verhältnisses von Mythos und Logos setzte er sich intensiv auseinander.
Ebenso wie der Logos dient der Mythos in den Dialogen dem Ziel, die Leser für die philosophische Wahrheitssuche und Lebensweise zu gewinnen und denen, die diesen Weg bereits beschritten haben, einen zusätzlichen Ansporn zu einem konsequent philosophischen Leben zu bieten. Während der Logos die Vernunft anspricht, wendet sich der Mythos auch an die irrationalen Bereiche in der Seele, die ebenfalls auf die philosophische Zielsetzung ausgerichtet werden müssen. Er soll zur Erlangung und Pflege der Tugenden (aretaí) ermutigen und Vertrauen in die Richtigkeit eines tugendhaften Lebens einflößen. Diesem Zweck dienen insbesondere die Jenseitsmythen, die eine jenseitige Gerechtigkeit in Aussicht stellen, auf die der Gerechte hoffen darf.
Einen Wahrheitsanspruch erhebt Platon nur für den philosophischen Gehalt seiner Mythen, nicht für Einzelheiten der mythischen Erzählungen. Es kommt ihm nur auf die Wirkung des Mythos auf das Gemüt der Hörer oder Leser an, nicht auf die Wahrheit einer mythischen Darstellung im buchstäblichen Sinne.

## Die einzelnen Dialoge

### Sicher echte Dialoge
- Charmides (Frühwerk): Sokrates erörtert mit Platons Onkeln Charmides und Kritias die Frage nach der Bestimmung der Besonnenheit (sōphrosýnē), wobei auch deren Verhältnis zur Selbsterkenntnis angesprochen wird. Der Dialog endet aporetisch.
- Euthydemos (Frühwerk): In diesem aporetischen Dialog geht es um die Kunst des Streitgesprächs (Eristik). Auf Wunsch des Sokrates wird die eristische Debattierkunst mit ihren Trugschlüssen von den Sophisten Euthydemos und Dionysodoros vorgeführt. Angestrebt wird dabei nicht Wahrheitsfindung, sondern der Sieg über den Debattengegner. Im Kontrast dazu steht die sokratische Wahrheitssuche.
- Euthyphron (Frühwerk): Sokrates diskutiert in diesem aporetisch endenden Dialog mit Euthyphron über das Wesen der Frömmigkeit und ihr Verhältnis zur Gerechtigkeit. Es gelingt nicht, den Begriff Frömmigkeit befriedigend zu bestimmen.
- Gorgias (Frühwerk): Sokrates diskutiert mit Gorgias, Polos und Kallikles über die Bestimmung, das Ziel und die Bewertung der Rhetorik sowie über die Frage nach dem richtigen Leben, die ethische Verantwortung des Redners und Politikers und die ethische Einschätzung des Begehens und Erleidens von Unrecht.
- Ion (Frühwerk): Sokrates diskutiert mit dem Rhapsoden Ion über dessen Kunst, über Dichtung und deren Interpretation sowie über das Verhältnis von Dichtung und Dichterauslegung zu philosophischem Wissen. Es stellt sich heraus, dass Ions Behauptung, er verfüge als Rhapsode über ein Fachwissen, nicht berechtigt ist.
- Kratylos (inhaltlich Mittelgruppe): In diesem aporetischen Dialog erörtert Sokrates mit dem Philosophen Kratylos und mit Hermogenes, der eine Gegenposition zu Kratylos vertritt, die Frage, ob Namen und sprachliche Bezeichnungen ihren Gegenständen von Natur aus zugeordnet und damit objektiv richtig sind, wie Kratylos behauptet, oder nur auf Konvention beruhen, wie Hermogenes meint. Bei einem naturgegebenen Zusammenhang kämen Wörter als Erkenntnismittel in Betracht.
- Kritias (Spätwerk): Dieser Dialog ist unvollendet geblieben. Die Gesprächspartner sind Sokrates, der Pythagoreer Timaios von Lokroi, Hermokrates und Platons Onkel Kritias. Kritias erzählt den Atlantis-Mythos.
- Kriton (Frühwerk): Kriton besucht den zum Tode verurteilten Sokrates im Gefängnis und versucht ihn vergeblich zur Flucht zu überreden. Sokrates lehnt die mit diesem Schritt verbundene Missachtung der Gesetze ab.
- Laches (Frühwerk): Sokrates untersucht mit Lysimachos und Melesias, die sich um die Erziehung ihrer Söhne sorgen, sowie dem Staatsmann Nikias und dem Truppenführer Laches die Frage, wie die Tapferkeit zu definieren ist. Alle Definitionsversuche erweisen sich als unzulänglich, der Dialog endet aporetisch.
- Lysis (Frühwerk): An diesem aporetisch endenden Dialog nehmen neben Sokrates die Knaben Ktesippos, Menexenos, Hippothales und Lysis teil. Es geht um Freundschaft, erotische Beziehungen und unerwiderte Liebe und um die Frage, wie man einen Geliebten gewinnt. Der Versuch zu bestimmen, was ein Freund ist, scheitert.
- Menexenos (Frühwerk): Sokrates diskutiert mit seinem Schüler Menexenos, der im Lysis noch als Knabe auftritt, hier aber bereits ein junger Mann ist. Das Thema ist die Abfassung von Reden. Menexenos erwägt politisch aktiv zu werden, was im demokratischen Athen mit einer Tätigkeit als Redner verbunden ist, und ein Amt anzustreben. Er bittet Sokrates um Rat.
- Menon (Frühwerk): Hier sind die Gesprächspartner des Sokrates der thessalische Truppenkommandeur Menon von Pharsalos, ein Sklave Menons und der athenische Politiker Anytos. Diskutiert wird die Frage, was Tugend ist und ob sie ein lehrbares Wissen ist. Der Ausgang ist aporetisch.
- Nomoi (Spätwerk): An diesem Dialog, Platons umfangreichster Schrift, ist Sokrates nicht beteiligt. Drei alte Männer – der Kreter Kleinias, der Spartaner Megillos und ein nicht namentlich genannter Athener – unterhalten sich während einer Wanderung in Kreta über Staatsformen und Gesetzgebung. Dabei beginnen sie mit allgemeinen Überlegungen und wenden sich dann der konkreten Aufgabe zu, den Plan für die Gründung einer Siedlung in Kreta und die Verfassung des neuen Staates zu entwerfen. Die Gesetzgebung wird detailliert ausgearbeitet.
- Parmenides (inhaltlich Spätwerk): Hier trifft der noch junge Sokrates mit den berühmten Philosophen Parmenides und Zenon von Elea zusammen. Außerdem ist ein junger Philosoph namens Aristoteles – nicht der gleichnamige berühmte Schüler Platons – an dem Gespräch beteiligt. Aristoteles betätigte sich später als oligarchischer Politiker. Erörtert werden Fragen der Ontologie, insbesondere der Ideenlehre, als deren Vertreter Platon hier anachronistisch seinen Lehrer Sokrates auftreten lässt. Die Erörterung führt zu Aporien, die ungelöst bleiben.
- Phaidon (inhaltlich Mittelgruppe): Phaidon von Elis, ein Schüler des Sokrates, berichtet dem Pythagoreer Echekrates über ein Gespräch, das Sokrates an seinem Todestag mit einer Gruppe von Freunden führte. Die Hauptgesprächspartner des Sokrates waren die Thebaner Simmias und Kebes. Sokrates verteidigte seine Lehre von der Unsterblichkeit der Seele gegen die Einwände von Simmias und Kebes und legte die platonische Ideenlehre dar.
- Phaidros (Mittelgruppe): Sokrates unterhält sich mit seinem Freund Phaidros über die Liebesleidenschaft, die als eine von vier Arten göttlichen Wahnsinns bestimmt wird. Auch die Unsterblichkeit der Seele kommt zur Sprache. Später wendet sich das Gespräch einer kritischen Reflexion über die Rhetorik und deren Verhältnis zum Wissen zu. Dabei geht es um die Frage, wie sich die Überzeugungskunst in den Dienst philosophischer Wahrheitsfindung stellen lässt.
- Philebos (Spätwerk): Sokrates diskutiert mit zwei Vertretern des Hedonismus, Philebos und Protarchos, über die hedonistische These, das Gute sei mit der Lust gleichzusetzen. Sokrates, der den Hedonismus verwirft, vertritt die Gegenthese, wonach die Lust zwar zum guten Leben gehört, aber der Vernunft untergeordnet ist. Er billigt nur die reine (unlustfreie) Form der Lust, welche die Tätigkeit der Vernunft nicht gefährdet.
- Politeia (Mittelgruppe): An diesem sehr umfangreichen Dialog sind als Hauptgesprächspartner des Sokrates die beiden Brüder Platons, Glaukon und Adeimantos, beteiligt. Weitere Dialogteilnehmer sind der Sophist Thrasymachos sowie der reiche Geschäftsmann Kephalos und dessen Sohn Polemarchos. Es wird eine Vielfalt von Themen angesprochen. Den Ausgangspunkt der Diskussion bildet die Frage nach der Definition der Gerechtigkeit. Unter Gerechtigkeit versteht Sokrates das angemessene, naturgemäße und harmonische Verhältnis zwischen den Teilen einer Ganzheit. Er beschreibt einen in diesem Sinne gerechten Idealstaat, dessen Bürgerschaft in drei harmonisch zusammenwirkende Stände gegliedert ist. Die ontologische Grundlage dieses Staatskonzepts bildet die platonische Ideenlehre. Die platonische Ontologie wird mit drei berühmten Gleichnissen (Sonnengleichnis, Liniengleichnis, Höhlengleichnis) veranschaulicht.
- Politikos (Spätwerk): Anwesend sind neben Sokrates ein gleichnamiger Philosoph, der zur Unterscheidung von dem berühmten Sokrates als „der Jüngere“ bezeichnet wird, der Mathematiker Theodoros von Kyrene und ein nicht namentlich genannter Gast, der „Fremde aus Elea“. Die Debatte findet nur zwischen Sokrates dem Jüngeren und dem Fremden statt, wobei der philosophisch weit überlegene Fremde die Gesprächslenkung übernimmt. Die beiden Philosophen wollen die Definition des Staatsmanns und die Besonderheit seines Aufgabenbereichs herausarbeiten. Dabei wird die Staatskunst mit der Webkunst verglichen (Weber-Gleichnis).
- Protagoras (Frühwerk): Im Haus des reichen Atheners Kallias, der in der Forschungsliteratur Kallias III. genannt wird, treffen einige Intellektuelle zusammen: neben dem Gastgeber und Sokrates der berühmte Sophist Protagoras, Hippias von Elis, Prodikos von Keos, Alkibiades, Kritias und ein junger Athener namens Hippokrates. Ihr Gespräch dreht sich um die Fragen, ob Tugend lehrbar ist und ob die Tugenden eine Einheit bilden. Der Dialog endet in einer Aporie.
- Sophistes (Spätwerk): Beteiligt sind Sokrates, Theodoros von Kyrene und der Fremde aus Elea (wie im Politikos) und außerdem der Mathematiker Theaitetos; die eigentliche Diskussion spielt sich aber nur zwischen dem Fremden und Theaitetos ab. Sie stellen sich die Aufgabe, den Begriff „Sophist“ zu bestimmen. Dabei wird die Untersuchungsmethode Dihairesis angewendet. Als charakteristische Tätigkeit des Sophisten erweist sich die Verstellung und Täuschung. In diesem Zusammenhang wird das Wesen der Lüge und der Gegensatz von wahr und falsch, Sein und Nichtsein erörtert.
- Symposion (inhaltlich Mittelgruppe): Im Hause des Tragödiendichters Agathon treffen sich einige Freunde zu einem Gastmahl. Neben dem Gastgeber und Sokrates sind es Phaidros, Pausanias (ein Schüler des Prodikos von Keos), der Arzt Eryximachos und der Komödiendichter Aristophanes. Jeder von ihnen stellt sich die Aufgabe, in einer Rede den Eros zu würdigen. Berühmt ist die Rede des Aristophanes, der den Mythos von den Kugelmenschen erzählt, und vor allem die des Sokrates, der die Lehre von der „platonischen Liebe“ darlegt, die er von der Priesterin Diotima empfangen habe. Später kommt Alkibiades hinzu, der eine Lobrede auf Sokrates hält.
- Theaitetos (inhaltlich Spätwerk): Die Gesprächsteilnehmer sind Sokrates, Theaitetos und Theodoros von Kyrene. Das Hauptthema des aporetisch endenden Dialogs ist das Wissen als solches, also Erkenntnistheorie, und die Frage nach dem Wahrheitsgehalt der Sinneswahrnehmung.
- Timaios (Spätwerk): An diesem Dialog nehmen Sokrates, Timaios von Lokroi, Kritias und Hermokrates teil, also dieselben Personen, die auch im Kritias auftreten. Den Ausgangspunkt bildet die Anknüpfung an ein Gespräch vom Vortag über den besten Staat. Kritias erzählt von dem mythischen, in einer Naturkatastrophe untergegangenen Ur-Athen, dem er Merkmale eines Idealstaats verleiht (Atlantis-Mythos). Die Darstellung der militärischen Heldentaten der Ur-Athener wird aber verschoben. Den Hauptteil des Dialogs macht der anschließende naturphilosophische Vortrag des Timaios aus. Er schildert den Ursprung des Kosmos (Kosmogonie), die vernunftgemäße Gestaltung der Welt durch den Demiurgen (Schöpfergott) und die Erschaffung der Menschheit.

### Dialoge von umstrittener Echtheit
- Alkibiades I: Dieser Dialog ist ein Zwiegespräch zwischen Sokrates und Alkibiades. Sokrates geht auf die seelenkundliche Grundlage des rechten Verständnisses von Ethik und Politik ein. Er betont die fundamentale Bedeutung der Selbsterkenntnis, des Wissens vom eigenen Selbst, das er mit der Seele gleichsetzt.
- Hippias maior: Sokrates setzt sich mit dem Sophisten Hippias von Elis auseinander. Er bittet ihn um eine Definition des Schönen. Alle erwogenen Definitionsvorschläge erweisen sich als untauglich; der Dialog endet aporetisch.
- Hippias minor: Dieser Dialog wird in der neueren Forschungsliteratur meist für echt erklärt, doch ist die Echtheitsfrage nicht definitiv geklärt. Sokrates trifft mit Hippias von Elis und dessen Gastgeber Eudikos zusammen. Das Thema ist die Einschätzung zweier Haupthelden der homerischen Dichtung, Achilleus und Odysseus, unter dem Gesichtspunkt der Ehrlichkeit. Dabei stellt sich die Frage nach der Beurteilung des freiwilligen und des unfreiwilligen Lügens und allgemein des willentlichen und des unfreiwilligen schlechten Handelns.
- Kleitophon: Die Gesprächspartner sind Sokrates und sein Schüler Kleitophon. Kleitophon fragt, was die Gerechtigkeit ausmache. Er beklagt, dass Sokrates zwar auf eindrückliche Weise zur Gerechtigkeit aufrufe, aber es versäume, auf den konkreten Inhalt des verkündeten Ideals und die praktische Umsetzung einzugehen.
- Theages: Sokrates trifft sich mit Demodokos und dessen Sohn Theages. Demodokos möchte Sokrates als Lehrer für seinen Sohn, der politischen Ehrgeiz hat, gewinnen. In diesem Zusammenhang wird das philosophische Bildungskonzept erörtert.

### Unechte Dialoge
Von den sicher unechten Dialogen galten fünf (Alkibiades II, Epinomis, Anterastai, Hipparchos, Minos) in der Antike als Werke Platons. Daher wurden sie in die Tetralogienordnung aufgenommen. Andere, deren Unechtheit schon damals klar erkennbar war, wurden bei der Erstellung der Tetralogienordnung ausgeschieden. Alle außerhalb der Tetralogienordnung überlieferten Dialoge sind sicher unecht. Es handelt sich um folgende Werke: Über das Gerechte (lateinisch De iusto), Über die Tugend (lateinisch De virtute), Sisyphos, Halkyon („Der Eisvogel“), Eryxias, Axiochos und drei unter dem unpassenden Titel Demodokos überlieferte Gespräche.
Alle unechten Dialoge stammen wohl von Mitgliedern der Akademie. Sie sind im Zeitraum zwischen dem 4. und dem 2. Jahrhundert v. Chr. entstanden. Die Betrachtung dieser Werke allein unter dem Gesichtspunkt der Fälschung greift zu kurz, denn sie sind auch Beispiele für eine Platons Stil und Argumentationsweise nachahmende Auseinandersetzung mit von ihm aufgeworfenen Problemen. Vielleicht ist eine saubere Trennung von echten und unechten Schriften nicht durchgängig durchführbar; es ist mit der Möglichkeit zu rechnen, dass es sich bei manchen als zweifelhaft oder unecht eingestuften Dialogen um Werke handelt, die nach Entwürfen Platons von seinen Schülern oder von späteren Platonikern ausgearbeitet wurden. Auch echte Dialoge können von Akademiemitgliedern revidiert worden sein. Platon selbst soll seine Werke beständig überarbeitet haben.

## Zitierweise
Die dreibändige Ausgabe von Platons Werken, die der Drucker Henri Estienne (latinisiert Henricus Stephanus) im Jahr 1578 in Genf veröffentlichte, war bis ins frühe 19. Jahrhundert die maßgebliche Edition. Nach der Seitennummerierung dieser Ausgabe (Stephanus-Paginierung) werden Platons Werke noch heute zitiert. Jeder der drei Bände von Stephanus’ Ausgabe hat seine eigene durchgehende Paginierung; daher ist eine Stelle bei Platon nur durch die Angabe sowohl des Werktitels als auch der Stephanus-Seite genau bestimmt. Für die in Bücher eingeteilten Dialoge Politeia und Nomoi wird oft vor der Stephanus-Seite die Buchnummer angegeben.

## Gesamtausgaben und Übersetzungen
Gesamtausgaben ohne Übersetzung
- John Burnet (Hrsg.): Platonis opera. 5 Bände, Oxford University Press, Oxford 1900–1907 (kritische Ausgabe; mehrfach nachgedruckt)
- Platonis opera. Oxford University Press, Oxford 1995 ff. (maßgebliche kritische Edition; ersetzt die Ausgabe von Burnet, aber bisher nur Band 1 erschienen)
  - Band 1: Tetralogiae I–II, hrsg. von Elizabeth A. Duke, W. F. Hicken, W. S. M. Nicoll, D. B. Robinson, J. C. G. Strachan, 1995, ISBN 0-19-814569-1. – Rezension von David Murphy, Bryn Mawr Classical Review 1997.01.08

Übersetzungen
- Otto Apelt (Hrsg.): Platon: Sämtliche Dialoge. 7 Bände, Meiner, Hamburg 2004, ISBN 3-7873-1156-4 (ohne griechische Texte; Nachdruck der Ausgabe Leipzig 1922–1923)
- Gunther Eigler (Hrsg.): Platon: Werke in acht Bänden. 6., unveränderte Auflage. Wissenschaftliche Buchgesellschaft, Darmstadt 2010 (1. Auflage 1970–1983), ISBN 978-3-534-24059-3 (kritische Ausgabe der griechischen Texte und leicht bearbeitete Übersetzungen von Friedrich Schleiermacher)
- Platon: Jubiläumsausgabe sämtlicher Werke, eingeleitet von Olof Gigon, übertragen von Rudolf Rufener, 8 Bände, Artemis, Zürich und München 1974, ISBN 3-7608-3640-2 (ohne griechische Texte)
- Ernst Heitsch, Carl Werner Müller u. a. (Hrsg.): Platon: Werke. Übersetzung und Kommentar. Vandenhoeck & Ruprecht, Göttingen 1993 ff. (ohne griechische Texte; verschiedene Übersetzer; bisher 14 Bände erschienen)